# Marco Mattiacci
Marco Mattiacci, född den 8 december 1970 i Rom i Italien, är italiensk företagare som tidigare varit Formel 1-stallet Scuderia Ferraris stallchef. Han blev stallchef i april 2014, då han ersatte Stefano Domenicali, och lämnade uppdraget i november samma år, då han blev ersatt av Maurizio Arrivabene.